# Men - Tyva Men
"Ta là người Tuva" (tiếng Tuva: Мен – тыва мен, Men – tyva men) là quốc ca của Cộng hoà Tuva, một chủ thể liên bang của Nga. Nó được phổ nhạc bởi Olonbayar Gantomir và lời bởi Bayantsagaan Oohiy. Nó được công nhận chính thức bởi Đại Khural vào ngày 11 tháng 8 năm 2011, thay thế quốc ca cũ là "Tooruktug Dolgay Tangdym".

## Lời

### Tiếng Tuva
| Ký tự Kirin | Ký tự Latinh | Ký tự Mông Cổ | Chuyển tự IPA |
| --- | --- | --- | --- |
| Арт–арттың оваазынга Дажын салып чалбарган Таңды, Саян ыдыынга Агын өргээн тыва мен. Кожумаа: Мен – тыва мен, Мөңге харлыг дагның оглу мен. Мен – тыва мен, Мөңгүн суглуг чурттуң төлү мен. Өгбелерим чуртунда Өлчей тарып иженген, Өткүт хөөмей ырынга Өөрүп талаан тыва мен. Кожумаа Аймак чоннар бүлези Акы–дуңма найыралдыг, Депшилгеже чүткүлдүг Демниг чурттуг тыва мен. Кожумаа | Art–arttyñ ovaazynga Dajyn salyp çalbargan Tañdy, Saian ydyynga Agyn örgeen tyva men. Kojumaa: Men – Tyva men, Möñge harlyg dagnyñ oglu men. Men – Tyva men, Möñgün suglug çurttuñ tölü men. Ögbelerim çurtunda Ölçei taryp ijengen, Ötküt höömei yrynga Öörüp talaan tyva men. Kojumaa Aimak çonnar bülezi Aky–duñma naiyraldyg, Depşilgeje çütküldüg Demnig çurttug tyva men. Kojumaa | ᠠᠷᠤ ᠳᠤ–ᠠᠷᠲᠤᠲᠤ ᠶᠢᠨ ᠣᠪᠠᠰ ᠤᠨᠭᠠ ᠳᠠᠵᠢ ᠶᠢᠨ ᠰᠠᠯ ᠤᠫ ᠴᠢᠯᠪᠤᠷᠭᠠᠨ ᠲᠠᠨ᠋ᠳ᠋ ᠍ ᠤ᠂ ᠰᠠᠶᠠᠩ ᠢᠳ ᠤ ᠤᠨᠭᠠ ᠠᠭ᠎ᠠ ᠶᠢᠨ ᠥᠷᠦᠭᠡᠨ ᠲ ᠤᠸᠠ ᠮᠧᠨ᠃ ᠺᠣᠵᠤᠮᠢᠶᠠᠨ᠄ ᠮᠧᠨ – ᠲ ᠤᠸᠠ ᠮᠧᠨ᠂ ᠮᠥᠩᠭᠧ ᠬᠠᠷᠠᠯᠠ ᠶᠢ ᠳᠠᠨ ᠤᠨ ᠣᠭᠯᠤ ᠮᠧᠨ᠃ ᠮᠧᠨ – ᠲ ᠤᠸᠠ ᠮᠧᠨ᠂ ᠮᠥᠩᠭᠥᠭᠦᠨ ᠰᠤᠭᠤᠯᠤᠭ ᠴᠤᠷᠲᠤᠲᠤᠩ ᠲᠥᠯᠦ ᠮᠧᠨ᠃ ᠥᠭᠭᠦᠪᠧᠯᠧᠷᠢᠮ ᠴᠢᠷᠤᠨᠳᠠ ᠥᠴᠧᠢ ᠲᠠᠷᠰᠫ ᠢᠵᠧᠨᠭᠧᠨ᠂ ᠥᠲ᠋ᠺᠥᠲ ᠬᠥᠭᠡᠭᠡᠮᠧᠢ ᠢᠷ ᠤᠨᠭᠠ ᠥᠪᠡᠷᠡᠫ ᠲᠠᠯᠠᠭᠠᠨ ᠲ ᠤᠸᠠ ᠮᠧᠨ᠃ ᠺᠣᠵᠤᠮᠢᠶᠠᠨ ᠠᠶᠢᠮᠠᠺ ᠴᠢᠨᠣᠨᠠᠷ ᠪᠦᠯᠧᠽᠢ ᠠᠺ ᠤ–ᠳᠤᠩᠮ᠎ᠠ ᠨ ᠤ ᠶᠢᠷᠠᠯᠳᠠ ᠶᠢ᠂ ᠳ᠋ᠧᠫᠦᠰᠢᠯᠭᠧᠵᠧ ᠴᠦᠲ᠋ᠺᠥᠯᠡᠳᠦᠭ ᠳᠧᠮᠨᠢᠭ ᠴᠤᠷᠲᠤᠲᠤᠭ ᠲ ᠤᠸᠠ ᠮᠧᠨ᠃ ᠺᠣᠵᠤᠮᠢᠶᠠᠨ | [art art.tɤŋ ɔ.ʋa.zɤn.ɢa ǀ] [ta.ʑɤn sa.ɫɤp t͡ɕaɫ.par.ɢan ǀ] [tʰaŋ.tɤ sa.jan ɤ.tɤːn.ɢa ǀ] [a.ʁɤn ɵr.ɡeːn tʰɤ.ʋa men ǁ] [qɔ.ʑʊ.maː] [men ǀ tʰɤ.ʋa men ǀ] [mɵŋ.ge χar.ɫɤʁ taʁ.nɤŋ ɔʁ.ɫʊ men ǁ] [men ǀ tʰɤ.ʋa men ǀ] [mɵŋ.gʉn sʊʁ.ɫʊʁ t͡ɕʊrt.tʊŋ tʰɵ.lʉ men ǁ] [ɵɣ.pe.le.ɾɪm t͡ɕʊr.tʊn.ta ǀ] [ɵl.d͡ʑej tʰa.ɾɤp ɪ.ʑen.gen ǀ] [ɵt.kʉt xɵː.mej ɤ.ɾɤn.ga ǀ] [ɵː.ɾʉp tʰa.ɫaːn tʰɤ.ʋa men ǁ] [qɔ.ʑʊ.maː] [aj.maq t͡ɕɔn.nar pʉ.le.zɨ ǀ] [a.qɤ tʊŋ.ma na.jɤ.ɾaɫ.tɤʁ ǀ] [tep.ɕɪl.ge.ʑe t͡ɕʉt.kʉl.tʉɣ ǀ] [tem.nɪɣ t͡ɕʊrt.tʊʁ tʰɤ.ʋa men ǁ] [qɔ.ʑʊ.maː] |

### Tiếng Nga
Одолев перевал священный,
Поднялся я, тувинец,
Обрел из жизни кочевой
лучшую долю я, тувинец.
Припев:
Я – тувинец,
Сын гор с вечными снегами,
Я – тувинка,
Дочь страны серебряных рек.
Мелодией хоомей и хомуса
Разбудил эхом скалы я, тувинец,
В колыбели младенца качая,
Успокоил его плач я, тувинец.
Припев
С новогодним праздником Шагаа
Весну встречаю я, тувинец,
В летнюю ночь на играх шептался
И нашел судьбу свою я, тувинец.
Припев

### Tiếng Việt
Trên đỉnh đèo Ovaa linh thiêng,
Ta đặt một hòn đá và cầu nguyện.
Trên đỉnh núi thiêng Tandy, Sayan.
Ta rải sữa trắng lên mặt đất – ta là người Tuva.
Điệp khúc:
Ta là người Tuva!
Là con trai của những ngọn núi tuyết phủ trắng vĩnh cửu.
Ta là người Tuva!
Là con gái của những dòng sông bạc.
Quê hương ta từ ngàn xưa,
Đã được trời ban cho hạnh phúc
Vang vọng bài hát của Khoomei.
Ta đã bị mê hoặc - ta là người Tuva!
Điệp khúc
Như anh em trong một gia đình
Như huynh đệ, như bằng hữu
Ta khát khao được trỗi dậy.
Ta khát khao đất nước đoàn kết. Ta là người Tuva.
Điệp khúc